# 帥祥
帥祥（1538年—1586年），字履卿，號视吾，四川重慶府安居縣（今屬銅梁縣）人，明朝政治人物。

## 生平
隆慶元年（1567年）丁卯科四川鄉試第四十九名舉人，五年（1571年）辛未科第三甲第一百二十六名进士，工部觀政，任陕西渭南县知县，為官廉洁，当地各级官员争相上奏称赞之。萬曆三年（1575年）七月选授山西道试御史，四年八月实授，五年二月巡按云南，八年巡按浙江，十年掌京畿道，整饬风纪，属吏惮之。十一年二月升山东天津兵备副使，十二年六月升本省左参政，丁憂歸。萬曆十四年坠马而亡。

## 家族
曾祖帥時，祖帥約之，父帥唐，母劉氏；前母李氏。